# WWE ’13
WWE ’13 — компьютерная игра, разработанная Yuke’s и до 25 марта 2013 года выпускающаяся THQ (начиная с 25 марта издателем игры стала компания 2K Sports) для систем PlayStation 3, Xbox 360 и Wii. Это — вторая игра в серии WWE и пятнадцатая игра из основной линейки игр WWF/E. WWE ’13 — сиквел к прошлогодней игре WWE ’12. Игра вышла 30 октября 2012 года в США и 2 ноября того же года в Европе.

## Геймплей
«Захватывающие моменты» (англ. OMG! Moments) — новая особенность игры, включающая в себя возможность сломать ринг либо защитные ограждения вокруг него, а также возможность перехватить приём противника «на лету» и перевести его в свой коронный/завершающий приём. Вместе со всем этим, возвращается возможность проводить завершающие приёмы на стол комментаторов. После проведения таких приёмов оппонент надолго остаётся лежать на матах, а при сломанном ринге матч заканчивается нокаутом.
В игру вернутся матчи на шесть Див (несколько лет назад это было возможно, но позже матчи с участием Див были урезаны до четырёх девушек на одном ринге).
Арены стали более анимированы — сайдтроны (экраны по бокам главного титантрона) и нижние минитроны (экраны в самом низу рампы) теперь не просто мигают цветами титантрона, а имеют свои собственные видео. Качество видео титантронов и минитронов стало гораздо лучше по сравнению с предыдущей частью.
Серьёзная работа проведена над звуком — он стал более реалистичным, громким и объемным, а комментаторы меньше повторяются и чаще называют проведённые приёмы.
Физический движок «Predator Technology 2.0» — доработанная версия движка WWE '12 — теперь показывает более реалистичную анимацию тел персонажей, а также физику предметов и взаимодействия с ними. Переработана система веса — теперь тяжеловесы могут крушить ринги, а обычные легковесы (к примеру, СМ Панк или Рей Мистерио) не смогут поднять таких супер-тяжеловесов, как Марк Генри и Биг Шоу. Плюс ко всему, сами тяжеловесы выглядят куда внушительнее, чем в предыдущих играх серии. Систему определения веса можно отключить, и любой рестлер сможет поднять тяжеловеса. Эта система не распространяется на Див.
В игру внесены различные дополнения к боям, которые приятно удивят игроков. К примеру, добавлена возможность мгновенного переключения контроля на AI-рестлера в командных боях. Доработана система удержаний AI противника — на победу влияет последний проведённый приём (победить удержанием после слабого приёма будет очень трудно, если перед этим не был проведён какой-либо мощный, либо завершающий приём).
Общая сложность игры увеличена по просьбам фанатов — даже нормальный уровень сложности сможет бросить вызов любому опытному игроку.
Реализована система разновидностей матчей (перед созданием матча игрок может выбрать один из трех вариантов — быстрый, нормальный и «эпичный»). Это влияет на сложность AI противника, шкалу Momentum, урон, агрессивность противника, вырывание противников и реверсы. Быстрые матчи очень сильно отличаются от «эпичных», в которых рестлеры имеют повышенную выносливость и здоровье. Быстрый тип матчей подходят для «сквошей» (быстрых матчей с максимальным доминированием одного из соперников), нормальный — для обычных матчей, когда матч заканчивается завершающим приёмом через несколько минут боя, а «эпичный» — для мэйн-ивентов PPV, когда соперники обмениваются несколькими завершающими приёмами и проводят свой матч за несколько десятков минут.
При выборе персонажа перед матчем, можно установить количество завершающих приёмов для него (от одного до трёх, либо бесконечно).
В этой части разработчики внесли значительные улучшения в плане стандартных рестлинг-приёмов, аналогов которым не было ни в одной из предыдущих частей. К примеру, появится возможность сделать обратный разгон противника (Inverted Irish Whip), введена система сворачиваний противника на ходу и сворачивание сзади (School Boy) отвлёкшегося противника. Добавлены новые приёмы с «третьего каната» — теперь приём противнику можно провести не только на ринг, но и на маты. Новшеством станет и возможность проведения приёмов с верхнего каната и других «high-fly» приёмов (таких, как дропкик) в спину (в прошлых играх серии попытка такого приёма заканчивалась неудачей).
Улучшен искусственный интеллект рефери — сведены к минимуму серьёзные проблемы со «зрением» судьи — теперь он не будет «зависать» у канатов, обращая внимание на всякие мелочи. Анимация отсчёта доработана: судья будет быстрее принимать позицию для отсчёта (в WWE '12 судья достаточно медленно опускался на покрытие ринга для начала отсчёта, в новой игре он будет «проскальзывать» по апрону), сам отсчёт будет несколько быстрее.
Добавлена возможность назначать матчи за вакантные титулы: ранее, для назначения титульного матча титул должен был принадлежать кому-либо из участников матча.

## Анонс, разработка, трейлеры и реклама

Скриншот из представленного на RAW 1000 трейлера игры; изображен рестлер Джон Сина в зелёных цветах, арена и логотип RAW SuperShow

Представление официальной обложки WWE '13 на WWE Monday Night RAW от 28 мая 2012 года

В феврале 2012 года бывший рестлер WWE (ныне являющийся свободным агентом компании) Дорожный Пёс (англ. Road Dogg) подтвердил, что он появится в новой игре с его бывшим командным партнером, Билли Ганном (англ. Billy Gunn). Ещё один бывший рестлер WWE, Икс-Пак (англ. X-Pac), объявил на своём Twitter-аккаунте, что хочет быть в игре, и позже сотрудниками THQ было объявлено согласие.
В марте, несмотря на отсутствие официального анонса, стало ясно, что WWE '13 находится в разработке.. В том же месяце было объявлено, что одним из комментаторов вновь станет Джим Росс, совместно с парой комментаторов, которая участвовала в WWE ’12 и более ранних играх серии — Майклом Коулом и Джерри Лоулером. Позже стало известно, что Джим будет комментировать только матчи и сегменты в режиме Attitude Era.

### Официальный анонс
28 мая 2012 года на WWE Monday Night RAW, во время сегмента между бывшим генеральным менеджером Джоном Лауринайтисом и СМ Панком, Лауринайтис объявил официальную дату релиза игры — 30 октября 2012 года, а также представил свою версию обложки игры. Затем, под бурные овации, СМ Панк представил официальную обложку игры WWE '13.

### Трейлеры
29 мая, в Сети появился первый трейлер игры.
23 июля, на проходящем в Сент-Луисе, Миссури тысячном выпуске Monday Night Raw, был представлен второй геймплейный трейлер из игры. В нём официально был подтвержден Джон Сина в зелёных цветах и с измененным выходом на ринг, его новое празднование победы, арена Raw SuperShow, а также завершающие приёмы Attitude Adjustment и Stunner, реанимированные в некоторых деталях.
26 июля в Сети появился третий трейлер, в котором креативный директор серии Кори Ледезма презентует такие новшества в серии, как WWE LIVE (глобальная переработка звука в сторону реализма) и Predator Technology 2.0 (новый движок игры).

### Реклама
1 октября появилась телевизионная реклама WWE '13, главную роль в которой, конечно же, сыграл «рестлер с обложки» CM Punk.

### Take-Two Interactive, 2K Sports
В январе 2013 года THQ обанкротилась, что привело к расторжению контракта между ними и WWE. К концу февраля Take-Two Interactive, которой принадлежит 2K Sports, приобрела права на все будущие игры WWE, а также обеспечила поддержку WWE '13.
Некоторое время после банкротства THQ игра не продавалась в официальных магазинах. 25 марта 2013 года WWE Games опубликовали сообщение в Твиттере, гласящее о том, что WWE '13 возвращается в продажу, только теперь издателем числится 2K Sports (англ. "WWE 13 is now back in stores, under the proud 2K Sports banner! Get your copy today!")

## Режимы создания

### Create a Superstar («Создай Рестлера»)
- Изменений в этом году коснулись в основном цветовые аспекты. Первое — появилась история цветов: игра сохраняет до 10 цветов, которые вы использовали, что облегчит создание разных частей одинакового цвета.
- Исправлены цвета кожи — теперь они более реалистичны и легче настраиваются с помощью полной палитры цветов — теперь Вы сможете настроить тон кожи своему персонажу более тонко.
- Исправлены проблемы и со сбросом цветов — некоторые детали, такие как цвет глаз и макияж, при повторном просмотре их в меню сбрасывали цвета. В этом году эта недоработка устранена.
- Из приятных дополнений этого года можно отметить возвращения ползунка «Прозрачности» — она может быть настроена для татуировок и логотипов, применяемых к Вашему персонажу.
- Помимо этого, добавлены новые прически, атрибуты, логотипы и другие вещи, которые Вы можете применить к своему персонажу. Интересным добавлением WWE '13 станет новая стилизация наколенников — дабы избежать несоответствий между обувью и наколенниками с защитой голени, создан раздел «Обувь и наколенники» — здесь Вы выбираете тип обуви (от сапог до кроссовок), а затем — особые для определенного типа обуви наколенники (коих тоже есть несколько видов на выбор). Но, тем не менее, раздел обычной обуви не исчез из игры — но без возможности применения наколенников.
- Доступно 50 слотов для CAS и возможность настройки дополнительных трёх костюмов (наряду с основным). К слову, и режим Superstar Threads — перекраска одежды реальных рестлеров WWE — никуда не делся и так же даёт возможность настроить три альтернативных костюма для любого из рестлеров или Див WWE.

### Create an Arena («Создай Арену»)
В этом году режим, появившийся в WWE '12, претерпит изменения, доработки и исправления. Одной из основных жалоб фанатов к режиму в WWE '12 стала невозможность изменить оформление рампы («stage»). В этом году у игроков появится и такая возможность. Выбрать можно из 20 типов оформления рампы, представленных в игре: оформление из прошлогоднего режима, Royal Rumble '98, RAW '97, Survivor Series '97, One Night Only, Over the Edge '98, King of the Ring '98, Summerslam '98, Judgment Day '98, Survivor Series '98, Rock Bottom '98, St. Valentines Day Massacre '99, WrestleMania XV, SmackDown Oval, RAW 2002, Judgment Day 2004, Summerslam 2004, SmackDown 2006, RAW 2006 и новое оформление рампы, полностью созданное разработчиками. У наборов оформления можно изменять цвета, некоторые детали, включать/отключать титантроны и минитроны.
Другим нововведением стала возможность изменять размеры и тип арены. Арена может быть обычной (англ. Regular), большой (англ. Large) и, последний пункт — независимой (англ. Independant). Вместе с этим, арена может быть с крышей и без крыши, а также быть вообще на открытом воздухе (в стиле Tribute to the Troops). Так же можно изменять фанатов — они могут быть нашего времени и времени Attitude-эры. От этого меняется их одежда, плакаты и кричалки.

### Championship Editor («Редактор титулов»)
9 октября в Сети появились официальные новости насчёт этого режима. Во-первых, стало известно, что это не режим создания, а режим изменения. Можно изменять цвета и детали уже существующих титулов, назначать их рестлерам или Дивам, делать их командными поясами, мировыми титулами или титулами, доступными только для легковесов. Так же можно именовать их так, что анонсер будет их называть. Для этого есть огромное количество слов, из которых можно составлять фразы с ограничением в шесть слов.

### Create a Moveset («Создай Набор Приёмов»)
- В WWE '13 было добавлено более 300 новых приёмов. Несомненно, это добавляет больше свободы для выбора.
- Созданные в режиме «Create-a-Finisher» (в этом году он был переименован в «Special Move») приёмы теперь могут быть использованы не только как завершающие («finisher»), но и как коронные («signature») приёмы.
- Настройка набора приёмов персонажа стала ещё более тонкой с добавлением возможности настройки приёмов в «Limb Target» (зажав RB (Xbox 360) или R1 (PlayStation 3) в захвате противника, на экране появится схематичное изображение мужчины с отображенными на нём повреждениями (цветами обозначена степень повреждения: от жёлтого к оранжевому, а от него — к красному) — таким образом активируется «Limb Target» — в нём, нажимая различные кнопки, можно атаковать определенную часть тела — голову, руки, ноги. Этот режим появился ещё в WWE '12, в WWE '13 он подвергся некоторым доработкам, включая настройку приёмов). Если в предыдущей игре любой персонаж атаковал противника в этом режиме одинаково, теперь каждый рестлер может атаковать по-своему.
- Добавлена настройка анимаций сворачивания («leverage pin»).

### Story Designer («Создатель сюжетов»)
В этом году режим встретит нас с 300 новыми катсценами, а также с возможностью создавать до 500 матчей в одном игровом году.

## Режимы игры

### Attitude Era Mode
Этот режим — одна из основных особенностей игры, заменит «Дорогу на WrestleMania» («Road to WrestleMania») и позволит пережить заново моменты одного из самых успешных времён в истории рестлинга — эры Аттитуды. Игроку буден доступен 2-летний отрезок времени, в котором и будут разворачиваться события и матчи (коих, к слову, будет 65). В режиме будет задействовано 10 различных персонажей, почти каждый из которых получит свою отдельную ветку: Игрок и Шон Майклз в качестве D-Generation-X (Rise of DX), Стив Остин (Austin 3:16), Кейн и Гробовщик (Brothers of Destruction), Рок (The Great One), Мик Фоли (Mankind) и история, представляющая собой некое ответвление к Road to WrestleMania, в которой игроку предстоит сразиться против Корпорации во главе с Винсом МакМэном (WrestleMania XV). Также существует отдельная глава без названия, события которой разворачиваются в 1999—2004 годах, в которой находятся 10 различных боев, которые открывают таких рестлеров, как например Биг Ван Вайдер или Крис Джерико и Джон Сина 2004 года. В игре также имеются WWE Universe Pack’и для открытия которых требуется пройти все матчи Attitude Era Mode. В качестве наград игроку по мере прохождения режима будет открыто множество новых рестлеров, арен, бонусных матчей, видеороликов и фотографий времени Attitude эры. Сюжеты будут полностью повторять происходившие в реальной жизни. По заверениям Кори Ледезмы, на прохождение режима уйдет от 10 до 14 часов (в зависимости от умений игрока).

### WWE Universe 3.0

Демонстрация свободы действий в WWE Universe 3.0 (WWE '13)

Режим, впервые появившийся в серии в игре WWE SmackDown vs. Raw 2011, заменивший карьеру и представляющий из себя полный календарь WWE (включая еженедельники, PPV, а также различные фьюды и сюжеты) в этом году подвергся значительным изменениям. 8 октября THQ показала в новом трейлере все самые интересные нововведения в этот режим.

#### Create-a-Show
Create-a-Show (Создай-Шоу) — новая возможность в WWE Universe. Вы вольны не только изменять уже существующие шоу, но и добавлять свои собственные в свободные дни, с понедельника по субботу. Изменениям поддаются название, логотип, ростер, титулы для бренда, арена, основная графическая тема и включение/выключение драфта на шоу. Шоу может быть как основным (подходит для новых брендов), так и средней важности (таким шоу является Superstars).

Демонстрация создания PPV в WWE Universe 3.0 (WWE '13)

#### Create-a-PPV
Create-a-PPV (Создай-PPV) — ещё одно новшество, схожее с предыдущим. Вы можете создавать или изменять PPV — главные шоу месяца, на которых проходят основные завязки/развязки сюжетов, а также защита титулов. Создание PPV возможно только в воскресенье каждой игровой недели и позволяет изменять: название и логотип шоу, бренды, участвующие в PPV, основополагающую тематику PPV (выбирая тему Money in the Bank, главным матчем шоу будет Money in the Bank-матч и т. п.), арену и графическую тему.

#### Статистика
В этом году в Universe появится новый раздел — статистика. Он будет подсчитывать количество удержаний титулов (в том числе ведется подсчет недель, в течение которых титул удерживал тот или иной рестлер). Так же есть историческая сводка — она не изменяется, но показывает реальную статистику рекордсменов по удержанию и показывает их количество удержаний и время удержания (в неделях).

#### Фьюды и сюжеты
Более 200 сюжетов добавлено в WWE Universe 3.0. Фьюды будут развиваться более реалистично, проходя через матчи на еженедельниках, через матчи за право бороться за титул, а также через PPV.

#### Свобода действий
Если в WWE '12 катсцены протекали сами собой и порой портили все Ваши задумки, в WWE '13 Вы получите больше свободы в своих сюжетах — в катсценах будут предоставляться варианты развития — одним решением можно будет совершить хиллтёрн, фейстёрн, сделать пакость или спасти рестлера.
Помимо этого, свобода будет дана и в продвижении рестлеров к титулу. Если в прошлом году нам дали возможность назначать матчи за титулы между чемпионом и любым рестлером, то в этом году разработчики дают возможность располагать рестлеров на бренде по местам за титул — от первого претендента до рестлера, которому приходится мечтать о титуле с конца списка.

#### Другое
Появилась возможность сбросить прогресс Universe. Если вы хотите начать всё заново, эта функция вам очень пригодится.
Помимо этого, есть изменения, связанные с матч-кардами. Появилась возможность сохранять матчи после их настройки и играть позже.
Появилась возможность удалять второстепенные титулы с бренда (такие, как Интерконтинентальный титул и титул Соединённых Штатов).

## Типы матчей

Кадр из финальной сцены турнира King of the Ring — CM Punk на троне

Демонстрация I Quit матча: рефери подносит микрофон ко рту Джона Сины, чтобы тот произнес слова, которые закончат матч: «I Quit» («Я сдаюсь»)

### King of the Ring Tournament
Одним из очень интересных нововведений стал турнир «King of the Ring», возвращение которого было официально подтверждено на сайте WWE Games 20 сентября. При настройке турнира учитываются: количество участников (4, 8 или 16), пол участников (турнир можно превратить в «Королеву Ринга», сделав участниками Див), непосредственно самих участников/участниц (их может выбрать случайным образом компьютер, либо сам игрок), типы матчей в турнире (обычный, Backstage Brawl, Hell in a Cell, Iron Man, Ladder, Last Man Standing, Steel Cage, Submission, Table, TLC или Extreme Rules). Каждый матч может быть сыгран AI vs. AI, Игрок vs. AI, либо Игрок vs. Игрок при игре с друзьями. После финала турнира, будет показана кат-сцена с «коронацией» «Короля Ринга» (см. кадр справа).

### I Quit Match
Вместе с турниром King of the Ring, в статье на сайте WWE Games так же было анонсировано возвращение в серию ещё одного типа матча — I Quit. В этом матче нужно заставить соперника произнести в микрофон, который время от времени будет подносить рефери, два слова — I Quit («Я сдаюсь»). (см. кадр слева) Поспособствовать как можно более быстрой победе в таком типе матча могут различные предметы, стандартные приёмы и удары, а также болевые. Решить судьбу матча можно будет в мини-игре, схожей с Breaking Point (из системы болевых). Мини-игра запустится в момент, когда судья поднесёт микрофон ко рту того, кто на тот момент наиболее склонен сдаться. Собственно, и во время болевого мини-игра тоже запустится. Чем более поврежден соперник, тем, соответственно, больше шансы на его признание себя поверженным. Был анонсирован на официальном сайте WWE Games 20 сентября.

### Special (Guest) Referee
Игроку предстоит побывать в роли рефери — отсчитывать удержания, фиксировать факты нарушений правил и другое. В роли судьи в этом режиме может быть и искусственный интеллект — он может симпатизировать кому-либо из противников, либо быть абсолютно нейтральным. От этого будет зависеть скорость отсчёта удержаний и некоторые другие аспекты. Был анонсирован на одном из скриншотов 26 июля.

### Другое
В этом году доработаны такие типы матчей, как Hell in a Cell и Inferno. В первом случае, в клетку добавлена дверь (что поспособствует разнообразию геймплея), а во втором будет добавлена мелкая деталь — прибор, пристроенный к рингу, используемый для создания огня. Так же, появились новые способы использования огня в свою пользу.

## Ростер
На SummerSlam: Fan Axxess (а именно 19 августа в 0:30 по московскому времени) был объявлен весь ростер игры.
В течение месяца до SummerSlam и, после небольшого перерыва, с 7 августа, на YouTube-канале WWEGames каждую неделю по средам стали появляться видео нескольких рестлеров и Див с их выходами на ринг и завершающими приёмами.

### Ростер игры
Выделение жирным шрифтом имени/псевдонима рестлера/Дивы означает возможность игры как за модель «нашего» времени, так и за модель времен Attitude; галочкой (✔) обозначены рестлеры/дивы, доступные только как DLC (загружаемый контент); в скобках указан общий рейтинг рестлеров и Див в игре
| Superstars (настоящее время)         | Divas (настоящее время) | Superstars (Attitude-эра)                                          | Divas (Attitude-эра)   |
| ------------------------------------ | ----------------------- | ------------------------------------------------------------------ | ---------------------- |
| Alberto Del Rio (89)                 | AJ Lee ✔ (77)           | "Road Warrior" Animal (87)                                         | Lita (78)              |
| Antonio Cesaro ✔ (84)                | Alicia Fox (76)         | Big Boss Man (86)                                                  | Stephanie McMahon (74) |
| Big Show (92)                        | Beth Phoenix (78)       | Billy Gunn (87)                                                    | Trish Stratus (80)     |
| Booker T (88)                        | Brie Bella (76)         | Bradshaw (John Bradshaw Layfield) (костюмы Acolytes и A.P.A.) (87) |                        |
| Brock Lesnar (92)                    | Eve (77)                | Bret Hart (94)                                                     |                        |
| Brodus Clay (87)                     | Kharma (79)             | Brian Pillman ✔ (87)                                               |                        |
| Chris Jericho (90)                   | Kelly Kelly (77)        | British Bulldog (88)                                               |                        |
| Christian (88)                       | Layla ✔ (78)            | Cactus Jack (90)                                                   |                        |
| CM Punk (95)                         | Lita (78)               | Chainsaw Charlie ✔ (86)                                            |                        |
| Cody Rhodes (88)                     | Natalya ✔ (77)          | Chris Jericho (89)                                                 |                        |
| Damien Sandow ✔ (84)                 | Nikki Bella (76)        | Christian (87)                                                     |                        |
| Daniel Bryan (91)                    |                         | Diamond Dallas Page ✔ (эксклюзивно обладателям Fan Axxess) (89)    |                        |
| David Otunga (84)                    |                         | Dude Love (90)                                                     |                        |
| Dolph Ziggler (89)                   |                         | Eddie Guerrero (92)                                                |                        |
| Drew McIntyre ✔ (84)                 |                         | Edge (88)                                                          |                        |
| Epico (81)                           |                         | Faarooq (костюмы Acolytes и A.P.A.) (87)                           |                        |
| Heath Slater (82)                    |                         | Gangrel ✔ (85)                                                     |                        |
| Hunico (81)                          |                         | Goldust ✔ (эксклюзивно обладателям Fan Axxess) (85)                |                        |
| Jack Swagger (87)                    |                         | Grand Master Sexay ✔ (84)                                          |                        |
| Jey Uso ✔ (81)                       |                         | H.H.Helmsley (Triple H) (88)                                       |                        |
| Jimmy Uso ✔ (81)                     |                         | "Road Warrior" Hawk (87)                                           |                        |
| Jinder Mahal (83)                    |                         | Kane (91)                                                          |                        |
| John Bradshaw Layfield (89)          |                         | Ken Shamrock (88)                                                  |                        |
| John Cena (96)                       |                         | Mankind (91)                                                       |                        |
| John Cena '04 (Dr. Thuganomics) (91) |                         | Mark Henry (87)                                                    |                        |
| John Laurinaitis (75)                |                         | Mike Tyson ✔ (эксклюзивно предзаказавшим) (89)                     |                        |
| Justin Gabriel (83)                  |                         | Mr. McMahon (81)                                                   |                        |
| Kane (89)                            |                         | Paul Wight (Big Show) (92)                                         |                        |
| Kofi Kingston (87)                   |                         | Road Dogg (87)                                                     |                        |
| Kevin Nash (89)                      |                         | Rikishi ✔ (87)                                                     |                        |
| Mark Henry (89)                      |                         | Scotty Too Hotty ✔ (83)                                            |                        |
| Primo (81)                           |                         | Shane McMahon (82)                                                 |                        |
| R-Truth (87)                         |                         | Shawn Michaels (95)                                                |                        |
| Randy Orton (92)                     |                         | Stone Cold Steve Austin (95)                                       |                        |
| Rey Mysterio (90)                    |                         | The Godfather (86)                                                 |                        |
| Ryback ✔ (87)                        |                         | The Rock (94)                                                      |                        |
| Santino Marella (86)                 |                         | Triple H (92)                                                      |                        |
| Sheamus (90)                         |                         | Vader (87)                                                         |                        |
| Sin Cara (87)                        |                         | Val Venis ✔ (85)                                                   |                        |
| Ted DiBiase Jr. (82)                 |                         | Undertaker (95)                                                    |                        |
| Tensai ✔ (87)                        |                         | Undertaker Ministry of Darkness ✔ (95)                             |                        |
| The Great Khali (84)                 |                         | X-Pac (87)                                                         |                        |
| The Miz (88)                         |                         |                                                                    |                        |
| The Rock (93)                        |                         |                                                                    |                        |
| Triple H (93)                        |                         |                                                                    |                        |
| Undertaker (93)                      |                         |                                                                    |                        |
| Wade Barrett (87)                    |                         |                                                                    |                        |
| Yoshi Tatsu ✔ (81)                   |                         |                                                                    |                        |
| Zack Ryder (85)                      |                         |                                                                    |                        |

Неиграбельные персонажи
- Michael Cole — комментатор
- Jerry «The King» Lawler — комментатор
- Jim Ross — комментатор в режиме Attitude Era
- Justin Roberts — ринг-анонсер (Monday Night RAW, PPV, созданные арены)
- Tony Chimel[англ.] — ринг-анонсер (Friday Night SmackDown, PPV)
- Charles Robinson — рефери
- Paul Bearer — менеджер (в реальной жизни — менеджер Кейна и Гробовщика времён Attitude Era)[28][29]
- Ricardo Rodriguez — менеджер (в реальной жизни — менеджер и персональный ринг-анонсер Альберто дель Рио)[30]

### DLC

Фото официального гида по игре WWE '13 от PRIMA

### Информация и новости о DLC
Информация о первых DLC стала известна сразу же с анонсом специальных изданий. Первым DLC для игры стал персонаж Майка Тайсона, обладателями которого сразу же станут те, кто оформил предзаказ на игру. Позже, с созданием нового специального издания, появились 2 DLC-костюма — для CM Punk’а и Stone Cold Steve Austin’а, а также его квадроцикл для выезда к рингу. Эти три дополнения будут доступны предзаказавшим игру.
На Summerslam Axxess, главный дизайнер компании THQ Брайан Уилльямс давал интервью, в котором он сказал, что после релиза WWE '13 в самые ближайшие сроки ростер игры перевалит за 100, так как они планируют выпустить в WWE Shop более 20 рестлеров и Див в качестве DLC. 2 октября в Сеть попало фото официального Prima-Strategy Guide по игре, в котором сказано, что в игре будет 21 DLC-персонаж, не считая дополнительных костюмов. Таким образом, в игре действительно будет самый большой ростер в истории игр — 105 персонажей.
Позже, на SummerSlam Axxess: WWE '13 Roster Reveal, были представлены первые DLC: AJ Lee и Damien Sandow.
3 октября на официальном сайте игры появилась информация обо всех DLC. Как и в прошлом году, все DLC поделены на три пакета с разным содержанием.

### DLC Pack № 1 — «Attitude Era» Superstars Pack — 30 октября 2012
DLC-рестлеры
- Rikishi
- Scotty 2 Hotty
- Grand Master Sexay
- Gangrel
- Val Venis

Дополнительный контент
- Возможность изменять атрибуты всех персонажей и разблокировать весь контент в игре (обе опции объединены под названием «Accelerator Boost»)

### DLC Pack № 2 — WWE Superstars Pack — 4 декабря 2012
DLC-рестлеры/Дивы
- «Ministry of Darkness» Undertaker (бесплатно)
- Tensai
- Ryback
- Drew McIntyre
- Yoshi Tatsu
- AJ Lee
- Natalya

Дополнительный контент
- Пакет дополнительных титулов, состоящий из десяти титулов различных эпох и четырёх разных брендов и промоушенов: WWE, WCW, ECW и AWA (их список можно увидеть ниже в разделе «Титулы в игре»).

### DLC Pack № 3 — You’re Welcome in Five Languages Pack — 8 января 2013
DLC-рестлеры/Дивы
- Layla (бесплатно)
- Damien Sandow
- Antonio Cesaro
- Jimmy Uso
- Jey Uso
- Brian Pillman
- Chainsaw Charlie

Дополнительный контент
- Пакет из 20 различных дополнительных движений и приёмов. Kimura Lock — болевой Брока Леснара — появится в игре с этим пакетом.

### Стоимость DLC
- Персонаж/Дива: 80 MSP или $0.99 USD (PSN) (исключение: Гробовщик и Лейла (бесплатные DLC))
- Пакет приёмов, пакет титулов, редактор атрибутов — 160 MSP или $1.99 USD (PSN) каждый

### Fan Axxess
3 октября был анонсирован Fan Axxess. Он включает в себя все три пакета DLC, а также эксклюзивных персонажей — Goldust и Diamond Dallas Page. Одним из поводов для покупки Fan Axxess станет экономия — Fan Axxess позволяет сэкономить 10 % в отличие от покупки всех DLC по отдельности. Стоимость Fan Axxess — 1600 Microsoft Points для Xbox Live и $19.99 USD для PlayStation Network.

## Титулы в игре
Галочкой (✔) обозначены титулы, доступные только как DLC (загружаемый контент)
| Титул                                                  | Обладатель (стандартный) |
| ------------------------------------------------------ | ------------------------ |
| WWE Championship                                       | CM Punk                  |
| WWE World Heavyweight Championship                     | Sheamus                  |
| WWE United States Championship                         | Santino Marella          |
| WWE Intercontinental Championship                      | The Miz                  |
| WWE Tag Team Championship                              | Kofi Kingston & R-Truth  |
| WWE Divas Championship                                 | Beth Phoenix             |
| WWE/F World Heavyweight Championship '86-87            |                          |
| WWE/F World Heavyweight Championship '87-88            |                          |
| WCW World Heavyweight Championship '91-93              |                          |
| WWE Miz Championship                                   | The Miz                  |
| WWE Rated-R Championship                               | Edge                     |
| WWE Championship (Brahma Bull)                         | The Rock                 |
| WWE Heavyweight Championship (Smoking Skull)           | Stone Cold Steve Austin  |
| WWE Undisputed Championship                            |                          |
| WWE/F Championship '88-98                              |                          |
| WWE/F Championship '98-02                              |                          |
| WWE/F Light Heavyweight Championship                   |                          |
| WWE Cruiserweight Championship                         |                          |
| WWE/F Classic Intercontinental Championship            |                          |
| WWE/F European Championship                            |                          |
| WWE Million Dollar Championship                        |                          |
| WWE/F Hardcore Championship                            |                          |
| WWE Internet Championship                              | Zack Ryder               |
| ECW Championship '08-10                                |                          |
| WWE Divas Championship                                 |                          |
| WWE Women’s Championship                               |                          |
| ECW Championship '06-08                                |                          |
| WWE Tag Team Championship '02-10                       |                          |
| WWE/F World Tag Team Championship '85-98               |                          |
| WWE World Tag Team Championship '98-02                 |                          |
| WWE World Tag Team Championship '02-10                 |                          |
| WWE John Cena United States Championship (Word Life) ✔ | John Cena                |
| WCW Cruiserweight Championship ✔                       |                          |
| WCW World Tag Team Championship ✔                      |                          |
| WCW Hardcore Championship ✔                            |                          |
| WCW n.W.o. World Heavyweight Championship ✔            |                          |
| WCW United States Championship ✔                       |                          |
| ECW Classic World Heavyweight Championship ✔           |                          |
| ECW World Television Championship ✔                    |                          |
| ECW World Tag Team Championship ✔                      |                          |
| AWA Classic World Heavyweight Championship ✔           |                          |

## Арены
Жирным выделены еженедельные шоу
| Арены (настоящее время)                   | Арены (Attitude Era)                                      |
| ----------------------------------------- | --------------------------------------------------------- |
| · WWE Monday Night RAW (SuperShow) (2012) | · WWE/F RAW is WAR (1997)                                 |
| · WWE Friday Night SmackDown! (2012)      | · WWE/F RAW is WAR (1998)                                 |
| · WWE NXT (2012)                          | · WWE/F SmackDown! (1999)                                 |
| · WWE Superstars (2012)                   | · WWE/F Heat (1998-1999)                                  |
| · WWE Over the Limit (2011)               | · WWE/F Survivor Series (1997)                            |
| · WWE Capitol Punishment (2011)           | · WWE/F Badd Blood (1997)                                 |
| · WWE Money in the Bank (2011)            | · WWE/F One Night Only (1997)                             |
| · WWE SummerSlam (2011)                   | · WWE/F Royal Rumble (1998)                               |
| · WWE Night of Champions (2011)           | · WWE/F WrestleMania XIV (1998)                           |
| · WWE Hell in a Cell (2011)               | · WWE/F Unforgiven (1998)                                 |
| · WWE Vengeance (2011)                    | · WWE/F Over the Edge: In Your House (1998)               |
| · WWE Survivor Series (2011)              | · WWE/F King of the Ring (1998)                           |
| · WWE Tables, Ladders & Chairs (2011)     | · WWE/F SummerSlam (1998)                                 |
| · WWE Royal Rumble (2012)                 | · WWE/F Breakdown: In Your House (1998)                   |
| · WWE Elimination Chamber (2012)          | · WWE/F Judgment Day: In Your House (1998)                |
| · WWE WrestleMania XXVIII (2012)          | · WWE/F Survivor Series: Deadly Game Tournament (1998)    |
| · WWE Extreme Rules (2012)                | · WWE/F Rock Bottom: In Your House (1998)                 |
|                                           | · WWE/F Half Time Heat (1999)                             |
|                                           | · WWE/F Royal Rumble (1999)                               |
|                                           | · WWE/F St. Valentines Day Massacre: In Your House (1999) |
|                                           | · WWE/F WrestleMania XV (1999)                            |
|                                           | · WWE/F SummerSlam (1999)                                 |

1. ↑  На арене Half Time Heat можно будет провести Empty Arena Match — особый тип hardcore-матча, примером которому является матч на этой арене между Роком и Миком Фоли (в гиммике Mankind).

## Патчи

### Патч № 1
Первый патч для игры вышел 7 ноября 2012 года. Содержит в себе исправление некоторых багов и вылетов игры, в том числе связанных с использованием созданных арен в режиме Universe.

## Сетевые режимы

### Сервис Community Creations
В WWE '13 большое внимание обращено на оптимизацию и расширение онлайн-составляющей игры. Таким образом, разработчики улучшили сервис Community Creations, который вызывал большую критику своей технической составляющей — крайне часто сервис просто не работал. Оптимизацию разработчики начали ещё с конца июля 2012 года, улучшая работу сервиса в игре WWE '12. Оптимизация прошла крайне успешно, но разработчики не остановятся и ещё больше внимания уделят этому сервису в WWE '13, о чём нам сообщил Кори Ледезма в одном из дайджестов вопросов и ответов.
Помимо этого, в WWE '13 — версии Community Creations будет добавлена возможность перезаливать уже ранее доступные работы со своими изменениями.
При покупке Fan Axxess, появляется возможность загружать созданный контент из Community Creations, который содержит DLC-контент.

### Игра по сети
Улучшения коснутся и аспектов при игре по сети. Одним из них станет возможность игры на созданных в режиме «Create-an-Arena» рингах. Так же, если для начала игры не хватает одного или нескольких людей, игра создаст ИИ-рестлеров и матч начнётся с «ботами». Добавлена опция «Fair Fight» — если владелец лобби включает эту настройку, то играть в этом матче можно будет только стандартными рестлерами и Дивами со стандартными наборами приёмов и общим рейтингом (без этой настройки вход в лобби будет свободен, как и ранее — заходить может любой игрок с созданными персонажами, изменёнными приёмами и общими рейтингами, что не нравилось многим и в дальнейшем послужило созданию этой опции).
Малое, но приятное изменение — при игре онлайн созданными персонажами более не нужно загружать своих персонажей на специальный сервер перед игрой.

## Предзаказ

Содержимое WWE '13 — Austin 3:16 Edition (Xbox 360, PlayStation 3)

16 июля, в Сети появился трейлер, описывающий специальное издание WWE '13 «Austin 3:16» Collector’s Edition (изначально — WWE '13 «Iron» Mike Tyson Collector’s Edition), доступное предзаказом. Заказавшие это издание получат дополнительную футболку «Austin 3:16» для Стива Остина, бонусный квадроцикл (на котором Остин сможет выезжать к рингу), дополнительную футболку СМ Панка — с изображением мороженого (которую тот одевал на Night of Champions 2011 года), а также дополнительного персонажа, объявленного ещё 19 июня — многократного чемпиона мира в нескольких федерациях бокса — Майка Тайсона.
Тайсон — важная часть WWE. Он участвовал в сюжете противостояния группировки D-Generation X и Стива Остина во времена Attitude Era, несколько раз появлялся на еженедельных шоу (в том числе — в 2010 году), и был специально приглашенным судьёй в матче между Шоном Майклзом и «Ледяной Глыбой» Стивом Остином на «Рестлмании XIV». В 2012 году Майк был введен в Зал Славы WWE.
Весь дополнительный контент специального издания — эксклюзивен, и не появится в игровом магазине. Издание включает в себя диск с игрой, эксклюзивную упаковку, альбом с фото, подписанный Стивом Остином, DVD-диск об Остине и карта для активации внутриигрового контента (см. изображение справа).

## Отзывы об игре
| Сводный рейтинг       | Сводный рейтинг | Сводный рейтинг | Сводный рейтинг |
| Издание               | Оценка          | Оценка          | Оценка          |
| Издание               | PS3             | Wii             | Xbox 360        |
| --------------------- | --------------- | --------------- | --------------- |
| GameRankings          | 76,69 %         | 76,00 %         | 79,88 %         |
| Metacritic            | 76/100          | 74/100          | 78/100          |
| Иноязычные издания    |                 |                 |                 |
| Издание               | Оценка          | Оценка          | Оценка          |
| Издание               | PS3             | Wii             | Xbox 360        |
| EGM                   | N/A             | N/A             | 9/10            |
| Game Informer         | 9/10            | N/A             | 9/10            |
| GameRevolution        | [ 64 ]          | N/A             | [ 64 ]          |
| GameSpot              | N/A             | N/A             | 8/10            |
| GameTrailers          | N/A             | N/A             | 7,3/10          |
| IGN                   | 8,4/10          | N/A             | 8,4/10          |
| OXM                   | N/A             | N/A             | 8/10            |
| VideoGamer            | 7/10            | N/A             | 7/10            |
| Русскоязычные издания |                 |                 |                 |
| Издание               | Оценка          | Оценка          | Оценка          |
| Издание               | PS3             | Wii             | Xbox 360        |
| «Игромания»           | 6,5/10          | 6,5/10          | 6,5/10          |

В целом игра получила достаточно лестные отзывы. В основных плюсах была успешность самой концепции игры, опирающейся на Attitude Era — это особый сюжетный режим, ростер, арены и титулы. Известные критики также хвалили улучшения в режимах создания (в основном положительные отзывы получал усовершенствованный режим Create-An-Arena) и наличие огромного количества доступных для игры рестлеров и Див. В минусах — отсутствие особых изменений в геймплее и графике, а также наличие раздражающих недоработок, негативно влияющих на игровой процесс. Расхваливаемая до выхода игры система переработки звука WWE LIVE также была принята холодно.
16 ноября 2012 года THQ объявили, что WWE '13 получила одну из номинаций Video Game Awards от SPIKE TV — Best Individual Sports Game. Завоевать победу в номинации не удалось — игра уступила симулятору сноубординга от EA — SSX.

## Внеигровой контент
Ещё до выхода игры, THQ, для владельцев Xbox 360, выпустила набор аватаров в виде рестлеров Attitude Era, а также большой ассортимент тем, наборов картинок и остальных предметов дизайна своей приставки, посвящённых WWE '13. Весь контент доступен в Xbox Live Marketplace. Для владельцев PlayStation 3 пока доступна только динамическая тема оформления и аватары с рестлерами.